# Elaphoglossum denudatum
Elaphoglossum denudatum là một loài thực vật có mạch trong họ Lomariopsidaceae. Loài này được (Jenman) Maxon ex C.V. Morton mô tả khoa học đầu tiên năm 1962.